# Fontmatrix
Fontmatrix és un gestor de fonts multiplataforma. Pot explorar, comparar i administrar tipus de lletra instal·lats a tot el sistema o per a comptes d'usuari individuals. Es basa en FreeType per generar tipus de lletra, sota interfície Qt.
Fontmatrix permet als usuaris etiquetar les tipografies, de manera similar a les etiquetes de Gmail, que es poden activar o desactivar com a conjunts. També permet a l'usuari canviar les característiques dels tipus de lletra OpenType, glif per glif. El suport avançat per a la classificació PANOSE permet seleccionar els tipus per similitud.

## Història
Originalment fou desenvolupat per a Linux, amb dos objectius principals: poder accedir a la font desitjada amb facilitat i accedir ràpidament a més informació sobre cadascuna de les fonts. El desenvolupador principal ha estat Pierre Marchand, qui va donar forma al projecte entre 2007 i 2011. El projecte va estar inactiu durant 11 anys, fins al llançament de la versió 0.9.1. El màxim responsable d'aquest llançament fou Alexandre Prokoudine.
| Versió | Data de llançament | Tipus          | Comentaris |
| ------ | ------------------ | -------------- | --- |
| 0.2    | 6-desembre-2007    | Versió inicial | |
| 0.3.0  | 12-gener-2008      | Versió estable | |
| 0.3.1  | 22-gener-2008      | Actualització  | |
| 0.4.1  | 7-abril-2008       | Actualització  | |
| 0.5.0  | gener-2009         |                | comparació de glifs; visualització del glif per font tipogràfica i el nom de la font; selecció mitjançant classificació automàtica per tipus de font. |
| 0.6.0  | juliol-2009        |                | interfície més amigable; consultes de cerca complexes; possibilitat de renderitzar textos amb aplicacions auxiliars com HarfBuzz o ICU…               |
| 0.9.1  | 15-setembre-2020   |                | Diversos canvis en la interfície; port de Qt5 bàsic; una actualització per a que coincideixi amb la cobertura Unicode 13.0                            |

## Característiques
- Multiplataforma, disponible per a Linux, Windows i MacOs.[1]
- Programari lliure sota llicència GNU General Public License v2.0.
- La interfície d'usuari mostra tots els glifs d'una font, previsualitza text d'exemple, compara les fonts i la informació d'aquestes.[3]
- La classificació PANOSE adjuntada a les fonts permet seleccionar-les per similitud.[13]
- Permet canviar les característiques de les fonts OpenType amb finalitats de prova.[13]
- Pot extreure tipografies directament des d'un PDF.[14]
- Permet a l'usuari obtenir molt ordre amb les fonts instal·lades, gràcies a la funció d'etiquetat.
- Suporta scripts en llenguatge Python.[15]
- La consola d'scripts permet entendre i personalitzar el programari.[16]